# Relaciones México-Sudán
Las naciones de México y Sudán establecieron relaciones diplomáticas en 1982. Ambas naciones son miembros de las Naciones Unidas.

## Historia

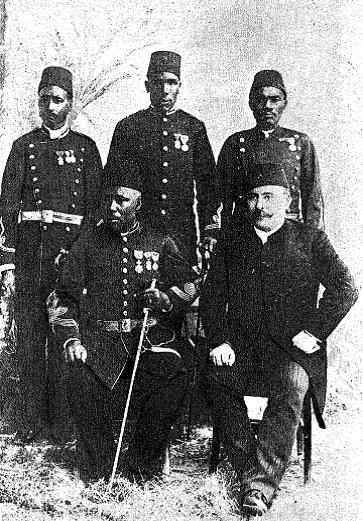
Cuatro oficiales del Batallón egipcio-sudanés que sirvió para los franceses durante el Segundo Imperio Mexicano.

Durante la Segunda intervención francesa en México, Muhammad Sa'id Pasha de Egipto acordó enviar al Emperador Napoleón III un Batallón Auxiliar de 447 soldados egipcio-sudanés a México, pues se pensó que los soldados de África se "adaptarían" mejor al calor en México que los franceses. En 1867, los 326 soldados sobrevivientes fueron enviados a Francia antes de regresar a Sudán.
En 1961, el presidente de México Adolfo López Mateos, envió una delegación presidencial de buena voluntad, encabezada por el Enviado Especial Alejandro Carrillo Marcor y el Delegado José Ezequiel Iturriaga, para visitar Sudán y pavimentar el camino para el establecimiento de relaciones diplomáticas entre ambas naciones.
México y Sudán establecieron relaciones diplomáticas el 19 de octubre de 1982. Los vínculos se han desarrollado principalmente en el marco de foros multilaterales. 
En noviembre de 2010, el gobierno de Sudán envió una delegación de veinte miembros para asistir a la Conferencia de las Naciones Unidas sobre el Cambio Climático de 2010 en Cancún, México.
En abril de 2014, el ministro de Finanzas y Economía Nacional de Sudán, Magdi Hassan Yassin, participó en la Primera Reunión de Alto Nivel de la Alianza Global para la Cooperación Eficaz al Desarrollo, que tuvo lugar en la Ciudad de México.

## Misiones Diplomáticas
- México está acreditado ante Sudán a través de su embajada en El Cairo, Egipto.[6]
- Sudán no tiene una acreditación para México.